# Franco Marvulli
Franco Marvulli (nascido em 11 de novembro de 1978) é um ciclista profissional suíço. Competiu nos Jogos Olímpicos de Verão de 2004 conquistando a medalha de prata na prova madison (pista), com Bruno Risi. Também competiu nos Jogos Olímpicos de Sydney 2000 e Pequim 2008.